# José Ombuena
José Ombuena Antiñolo, né en 1915 à Valence (Espagne) où il est mort le 31 août 1992, est un journaliste et écrivain espagnol, directeur du journal régional valencien Las Provincias entre 1959 et 1992.

## Biographie
Il est diplômé en droit.
Il commence à écrire dans la presse locale en 1931, puis dans Las Provincias à partir de 1934. Il collabore plus tard également dans Avance et est rédacteur en chef de Levante-EMV,.
Il fait partie du groupe de promotion du Diccionari català-valencià-balear, présenté en décembre 1951,,.
À partir de 1959 et jusqu'à sa mort, il dirige Las Provincias.
Ombuena est un temps envisagé comme auteur d'un guide touristique du Pays valencien pour le compte d'Editorial Destino, mais l'éditeur opte finalement pour Joan Fuster, et publie El País Valenciano en 1962,. Le livre fait l'objet d'une polémique et d'une campagne de dénigration entretenue par la presse locale,. D'après Francesc de Paula Burguera, la polémique s'amorce discrètement dans Las Provincias après la publication d'une interview par Ombuena du philologue baléare Francesc de Borja Moll le 18 juin 1961, dans laquelle ce dernier défend l'unité de la langue catalane.
En 1965, Ombuena publie Valencia, ciudad abierta (« Valence, ville ouverte »), où il développe l'idée d'un royaume de Valence profondément influencé par l'Aragon et prône un rapprochement entre le Pays valencien et Madrid, en réponse aux idées de Joan Fuster sur la catalanité de Valence,,.
En 1975, année de la mort du dictateur Franco, Las Provincias relaie une polémique entre Ombuena et le philologue Manuel Sanchis Guarner à propos des origines du valencien,.
Il est fréquemment considéré, avec María Consuelo Reyna, comme le responsable de l'adoption du discours blavériste par Las Provincias à partir des années de la transition,,.
Une rue porte son nom à Valence.

## Œuvres
- Sinfonía patética, 1950[15]
- La isla de los lagartos, 1958
- Valencia, ciudad abierta, 1971
- Dietario personal, 1974
- Papeles, 1967
- Las fallas de Valencia, 1971